# Francesca Dallapè
Francesca Dallapè (* 24. Juni 1986 in Trient) ist eine italienische Wasserspringerin. Sie startet beim Kunstspringen vom 3-m-Brett und zusammen mit Tania Cagnotto beim 3-m-Synchronspringen.

## Karriere
Dallapè nahm an den Olympischen Spielen 2008 in Peking teil und wurde im Synchronspringen an der Seite ihrer damaligen Synchronpartnerin Noemi Bátki Sechste. Bei den Olympischen Spielen 2012 in London erreichte sie mit ihrer Partnerin Tania Cagnotto den vierten Platz. Bei den Olympischen Spielen 2016 in Rio de Janeiro gewann sie mit Tania Cagnotto die Silbermedaille im 3-m-Synchronwettbewerb.
Bei Weltmeisterschaften waren ihre größten sportlichen Erfolge der zweimalige Gewinn der Silbermedaille mit Partnerin Tania Cagnotto bei den Heimweltmeisterschaften 2009 in Rom im 3-m-Synchronwettbewerb und vier Jahre später bei den Schwimmweltmeisterschaften in Barcelona.
Bei Schwimmeuropameisterschaften gewann sie in der gleichen Disziplin zwischen 2009 und 2016 achtmal in Folge den Titel, immer mit Tania Cagnotto als Partnerin.
Nach der Geburt ihrer Tochter 2017 nahm sie Ende 2018 das Training mit Tania Cagnotto wieder auf, mit dem Ziel sich für die Olympischen Spiele 2020 in Tokyo zu qualifizieren.